# Spandaryan (Syunik)
Pour l’article homonyme, voir Spandaryan.
Spandaryan ou Spandarian (en arménien Սպանդարյան ; jusqu'en 1946 Gyullija) est une communauté rurale du marz de Syunik en Arménie. En 2011, elle compte 485 habitants.

## Géographie

### Situation
Spandaryan est située à 19 km de Sisian et à 116 km de Kapan, la capitale régionale.

### Topographie
L'altitude moyenne de Spandaryan est de 2 150 m.

### Territoire
La communauté couvre 4 945 hectares, dont :
- 4 663 ha de terrains agricoles ;
- 11 ha de terrains industriels ;
- 6 ha alloués aux infrastructures énergétiques, de transport, de communication, etc. ;
- 11 ha d'aires protégées ;
- 48 ha d'eau[4].

## Politique
Le maire (ou plus correctement le chef de la communauté) de Spandaryan est depuis 2005 Spartak Simonyan, membre du Parti républicain d'Arménie.
| Début | Fin      | Nom              | Parti                       |
| ----- | -------- | ---------------- | --------------------------- |
| 2005  | 2008     | Spartak Simonyan | Parti républicain d'Arménie |
| 2008  | 2012     | Spartak Simonyan | Parti républicain d'Arménie |
| 2012  | En cours | Spartak Simonyan | Parti républicain d'Arménie |

## Économie
L'économie de la communauté repose principalement sur l'agriculture.

## Démographie
| 2001 | 2008 | 2011 |
| ---- | ---- | ---- |
| 446  | 480  | 485  |